# Pépin II d'Aquitaine
Pour les articles homonymes, voir Pépin.
Pépin II d'Aquitaine (vers 823 – après juin 864) est le fils de Pépin Ier d'Aquitaine et de Ringarde, fille de Thibert de Madrie.

## Biographie

L'Empire carolingien à la suite du partage de 843 dont Pépin II est exclu. Le royaume d'Aquitaine est alors disputé à Charles le Chauve.

Bien qu'il soit proclamé roi d'Aquitaine par les grands du royaume à la mort de son père, qui portait jusque là ce titre, en décembre 838, il n'est pas reconnu par son grand-père, l'empereur Louis le Pieux, qui avait déjà accordé l'Aquitaine à son fils Charles II le Chauve en septembre 832, lors d'une assemblée tenue à Limoges, et qui la lui redonne. Pour cette raison, il s'ensuit une série de conflits entre l'oncle et son neveu. 
Après la mort de son grand-père, il prend parti pour Lothaire Ier contre Charles le Chauve mais en 841, ils sont battus à la bataille de Fontenoy-en-Puisaye. En 842/843, il capture Toulouse et résiste à deux sièges de la ville par les armées de Charles le Chauve en 843 et 844[réf. obsolète] mais est trahi par Frédolon, comte de Toulouse et de Rouergue. Le 5 juin 845, il fait la paix avec Charles le Chauve lors d'une entrevue à Saint-Benoît-sur-Loire ; la plus grande partie de l'Aquitaine lui revient, tandis que le roi Charles reçoit le Poitou, la Saintonge et l'Angoumois[réf. obsolète].
En 848, ayant été déposé par ses sujets après le pillage de Bordeaux par les Vikings, son oncle le roi Charles le Chauve lui enlève ses États et se fait couronner roi d'Aquitaine à Sainte-Croix d'Orléans. L'année suivante, son frère Charles d'Aquitaine, venu à son aide, est fait prisonnier par le comte Vivien[réf. obsolète], abbé laïc de Saint-Martin de Tours et chambrier de Charles le Chauve.
Destitué par le concile de Soissons de 851, il est fait prisonnier en septembre 852 par le duc de Vasconie Sanche qui le livre à Charles II le Chauve. Il est enfermé au monastère de Saint-Médard de Soissons d'où il s'enfuit deux ans plus tard avec son frère Charles d'Aquitaine. Les deux frères prennent la tête du soulèvement des Aquitains contre Charles le Chauve. Pépin II aurait alors utilisé des mercenaires vikings pour lutter contre Charles le Chauve, mais le fils de ce dernier, Charles l'Enfant, les repousse aux environs de Poitiers. En octobre 855 et avec l'accord des nobles aquitains, Charles l'Enfant est élu puis couronné roi d'Aquitaine à Limoges.
Le 7 juillet 856, à l'assemblée de Quierzy, Charles le Chauve offre l'amnistie aux Aquitains révoltés qui abandonneraient le parti de Pépin II ; il les convoque à Verberie pour le 26 juillet mais ils ne s'y rendent pas, attendant les renforts de Louis le Germanique. Comme celui-ci, en campagne contre les Slaves, n'intervient pas, ils reconnaissent de nouveau Charles l'Enfant au détriment de Pépin II. Les Aquitains, de nouveau convoqués par Charles le Chauve au plaid de Neaufles en septembre, refusent de s'y présenter, mais Charles réussit toutefois à se réconcilier avec eux dans le courant du mois. Pépin II, isolé, utilise les vikings pour ravager le Poitou l'année suivante[réf. obsolète]. En mars 864, il les engage comme mercenaires et met le siège devant Toulouse ; le Toulousain, le Rouergue et l'Albigeois sont mis à sac, mais Pépin ne peut pas s'emparer de la ville, défendue par les missi de Charles le Chauve. Il se retire, puis est fait prisonnier par le comte Rannoux de Poitiers. Il est condamné à mort par l'assemblée de Pîtres comme traître et apostat en juin 864. Sa peine ayant été commuée en réclusion par le roi, il est enfermé à Senlis où il serait mort quelque temps après,. Charles le Chauve réinstalle son fils Charles l'Enfant et après la mort de celui-ci fait couronner son fils aîné, Louis le Bègue, futur Louis II, roi d'Aquitaine en mars 867.

## Généalogie
Pour un article plus général, voir Généalogie des Carolingiens.
```
   ┌─ 
Louis
 
I
er
 dit 
le Pieux
 (
778
-† 
840
), 
empereur d'Occident
 (
814
-
840
). 
┌─ 
Pépin
 
I
er
 d'Aquitaine
 (
797
-† 
838
), 
roi d'Aquitaine
 (
817
-
838
). 
│  └─ 
Ermengarde de Hesbaye
 (
780
-† 
818
). 
│     Fille de Ingramm ou Robert Cancor comte de Hesbaye.
│

Pépin
 
II
 d'Aquitaine
│
│  ┌─ X
└─ Ringarde (?-?). 
   └─ X
```

### Sources primaires imprimées
- Léon Levillain (éd.), Recueil des actes de Pépin Ier et de Pépin II, rois d'Aquitaine (814-848), publié sous la direction de M. Maurice Prou, Paris, Imprimerie nationale, 1926, CCVIII-355 p., présentation en ligne, présentation en ligne.